# Константиновец
Константиновец (болг. Константиновец) — село в Болгарии. Находится в Старозагорской области, входит в общину Раднево. Население составляет 47 человек.

## Политическая ситуация
Константиновец подчиняется непосредственно общине и не имеет своего кмета.
Кмет (мэр) общины Раднево — Нончо Драгиев Воденичаров (инициативный комитет) по результатам выборов в правление общины.